# Valentin Zukovsky
Valentin Dmitrovich Zukovsky é um personagem dos filmes 007 contra Goldeneye (1995) e 007 O Mundo não é o Bastante (1999), da série cinematográfica do espião britânico James Bond.

## Características
Zukovsky é um ex-agente da KBG soviética que se tornou líder da máfia russa e comanda um cassino, um bar e uma fábrica de caviar. Quando era mais novo e pertencia à KGB, envolveu-se numa missão contra Bond, foi ferido no joelho por 007 - o que o deixou coxo - e ainda perdeu o carro e a namorada para o espião.
Depois da sair da KGB ele guardou rancor por Bond por muito tempo, mas isto desapareceu quando notou que negociando com 007 poderia ganhar dinheiro. Mais tarde, ficou rico com uma fábrica de caviar beluga.

## Filmes
Em 007 contra Goldeneye, Bond é levado por Jack Wade até Zukovsky, que vive num velho armazém e tem informações sobre a Janus, a organização criminosa comandada por Alec Trevelyan. Após chegarem a um acordo que consideram benéficos para ambos, ele concorda em conseguir um encontro de 007 com Janus.
Em 007 O Mundo não é o Bastante o personagem tem uma participação maior. Agora dono da fábrica de caviar, ele convida Elektra King para jogar numa sala privada de seu cassino, onde ela perde US$1 milhão de dólares, na verdade um pagamento por serviços que viriam a ser prestados.
Mais tarde no filme, Zukovsky se dirige à fábrica para certificar-se de que as coisas estão correndo normalmente, quando é atacado pelos helicópteros de Elektra, deixando-o preso numa cuba de seu próprio caviar. Ele então confessa a Bond seu envolvimento com Elektra e lhe fornece as informações de onde ela se esconde, depois ajudando 007 quando ele se encontra preso na cadeira de tortura de Elektra. Atingido a tiros por ela, em seus momentos finais ele usa sua bengala para soltar as algemas da perna de 007 presa na cadeira, permitindo que o espião depois mate Elektra e Renard, o vilão terrorista do filme.